# Giordano Orsini (senatore 1341)
Giordano Orsini (Roma, ... – Roma, ...; fl. XIV secolo) è stato un nobile e politico italiano del XIV secolo.

## Biografia
Esponente della potente famiglia degli Orsini, era figlio di Matteo Rosso II Orsini, e perciò nipote di Papa Niccolò III e del cardinale Giordano Orsini. Senatore di Roma nel 1341 insieme a Orso dell'Anguillara, l'8 aprile di quell'anno essi imposero la corona d'alloro a Francesco Petrarca in Campidoglio. Durante il tentativo rivoluzionario di Cola di Rienzo, egli favorì il tribuno, a differenza del resto della nobiltà romana. Capo della linea di Monte Giordano della famiglia, dette probabilmente il nome a questa collina romana.

### Fonti
- Carlo Pietrangeli, Guide rionali di Roma, Ponte (II), Roma, Fratelli Palombi Editori, 1981, ISSN 0395-2710 (WC · ACNP).